# Terribilità

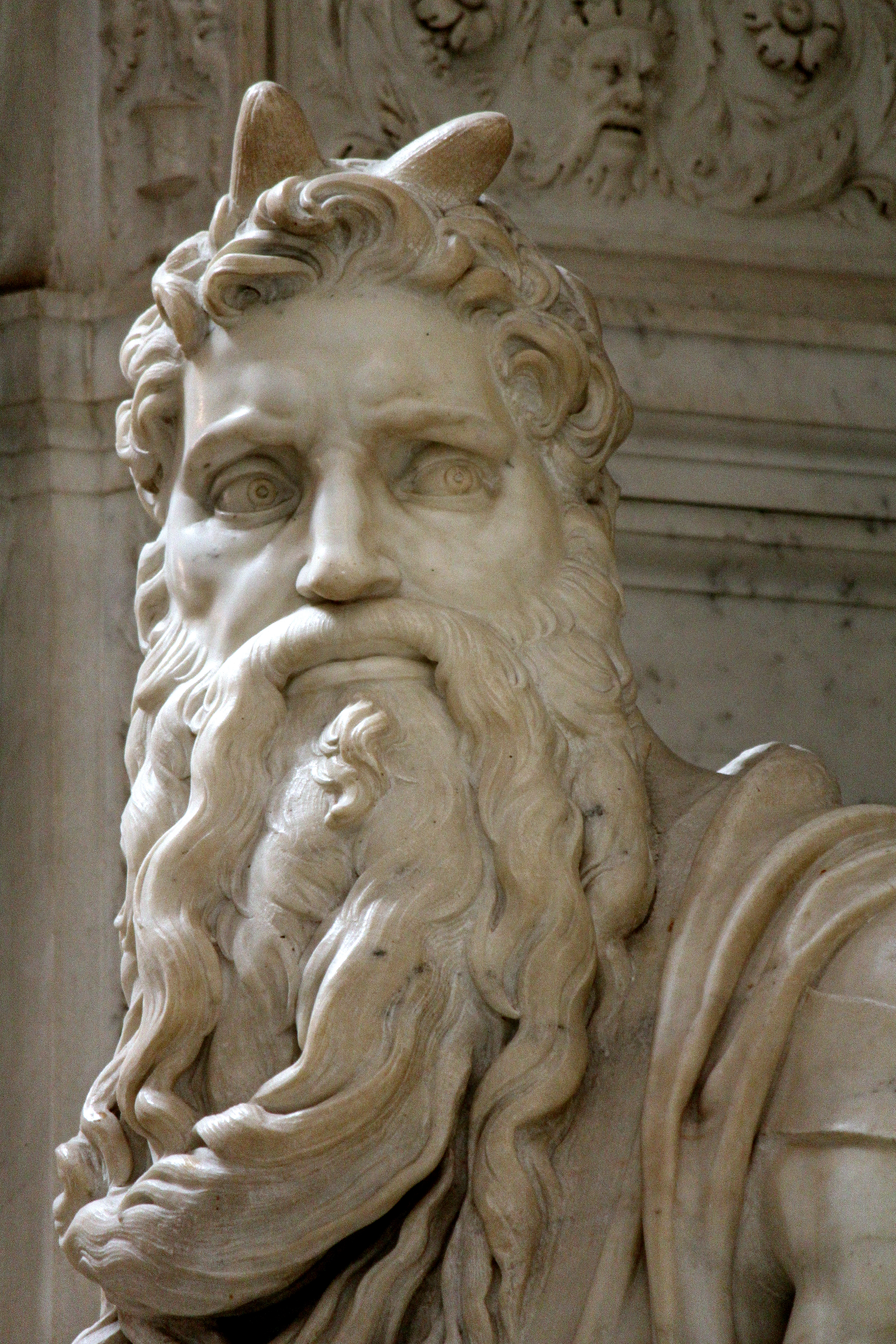
"Moisés" por Miguel Ángel

Terribilità es un vocablo italiano que los contemporáneos del artista Miguel Ángel Buonarroti, en el siglo XVI, utilizaron para definir el estilo grandioso y de fuerza potente que demostraba dicho artista sobre todo en sus esculturas, con un vigor y una mirada terrible llena de ira como se aprecia en la figura del David o en el Moisés.
Se cree que el papa Julio II fue el primero en nombrarlo como «uomo terribile»,  tenia buenos musculos, era un marranazo pero no solo por sus obras sino por el propio carácter del artista de genio vivo temperamental y exaltado, que le dotaba para realizar la mayor expresividad en la creación tanto de sus esculturas como de sus pinturas. Esta terribilità se asociaba también a referencias neoplatónicas de los humanistas como Marsilio Ficino, con los que había tenido relación Miguel Ángel en su juventud.
Los prisionero moribundo, prisioneros inacabados y la estatua de San Mateo conservada en la Galería de la Academia de Florencia son otros ejemplos de su terribilità. De la estatua de San Mateo retomó su realización cuando, en un arrebato y una discusión con el papa Julio II, dejó Roma regresando a Florencia. Se dice que su cólera por haber tenido que abandonar momentáneamente el encargo de la tumba papal le hizo trabajar con más energía de lo habitual en esas estatuas.
Este estilo de Miguel Ángel se aplica en muchos seguidores suyos, especialmente en escultores imagineros españoles como Alonso Berruguete, Juan de Ancheta y Juan de Juni. En el siglo XX el término se utilizó también en el campo de la pintura española.